# Sivert Grubbe
Sivert Grubbe (1566–1636) var en dansk adelsman och länsherre, son till räntmästaren och rikskanslern Eiler Grubbe till Lystrup (1532–1585) och Else Björnsdatter Laxmand (1543–1575) till Hovdala, som han ärvde av henne.
Grubbe undervisades först hemma och var senare hos lektor (senare biskop) Mogens Madsen vid Lund, vars teologiska föreläsningar han följde. Efter två års studier i Köpenhamn, där han bodde hos professor Anders Lauritsen skickades han 1580 till Wittenberg, där han vistades i två år. Från Wittenberg reste Grubbe till Heidelberg, Strasbourg och Basel och 1583 till Genève där han i sällskap med andra danska studenter lyssnade på den reformerade teologen Theodor Beza. År 1584 lämnade han Genève, vars "sanna och korrekta religion" (Calvinism) och republikanska regeringsform han berömde i sin dagbok, och vände , med brev från Beza till sin far och Niels Hemmingsen, hem till Danmark. Några månader senare begav han sig dock ut igen och studerade 1585 i Basel och Altdorf, var hemma 1586–1587 på grund av sin fars död och reste sedan genom Italien. År 1588 var han i Padua, Siena och Rom, och sedan i Österrike, Ungern och Böhmen.
Tillbaka i Danmark blev han i september 1589 anställd som sekreterare i kansliet. År 1595 följde han med kansler Christian Friis till Stockholm för att närvara vid Gustav II Adolf:s dop, och blev samma år utnämnd till högste sekreterare fram till 1602. År 1598 omnämns han som dekan i Roskilde och under april–juli 1599 deltog han i kung Kristian IV:s stora resa med åtta krigsfartyg till Vardø i Norge och längre österut in i norra Ryssland. I januari 1600 följde han med riksrådet Christian Holck till den dåvarande hertigen Karl IX. År 1601 nämns han som länsherre vid Jungshoved slott – där kungen fick en fast avgift och länsherren behöll resten av intäkterna – och 1602–1628 som hövitsman på Malmøhus, vilket han förlänades tillsammans med Dalby kloster, Lundegård på Lolland och Højby län, till vilket i maj 1605 lades bland annat Börringe kloster med Lindholms birk. Han ärvde och fick som tillägg Torup, gårdarna Hovdala,  Høgholt i Jylland och Alslevgård i Fakse härad, men övertog en mycket stor skuld från sin svärfar och blev tvungen att avyttra en del av sin och sin hustrus gods för att klara av sin ekonomi. Kungen hjälpte honom med ett antal krono- och kyrkotionden i Skåne, men det var först 1620 som han fick kvittera för Knud Grubbes redovisning av Sölvesborg.
Han nämndes 1618 som sändebud till Stockholm för att förhandla med kung Gustav II Adolf om tvisterna mellan de båda rikena. Såväl kungen som hans mor Kristina av Holstein-Gottorp tog emot honom med stor välvilja och Gustav Adolf bjöd in Kristian IV till det nordiska kungliga mötet som ägde rum i februari–mars 1619 i Halmstad.
Grubbe var vän till danske kungen Kristian IV och han gifte sig den 25 juli 1602 på Köpenhamns slott med Hilleborg Knudsdatter Grubbe (1577–1613), född i Halsted kloster, död på Malmøhus, dotter till Sölvesborgs hövitsman Knud Grubbe till Alslev (1542–1600) och Mette Gregersdatter Ulfstand till Torup (1554–1602).
Huvudkällan för Grubbes historia är hans latinska dagbok som är bevarad i form av en 1631–1635 transkriberad kopia av originalet, försedd med några korrigeringar och tillägg i den åldrande författarens mycket skakiga hand. Inom den danska litteraturen som bevarats från denna tid är den unik i sina livliga skildringar och i sin belysning av författarens personlighet.